# 韋代亞河
韋代亞河（羅馬尼亞語：râul Vedea，羅馬尼亞語發音：[ˈvede̯a]）是羅馬尼亞南部的一條河流、多瑙河左支。全長224公里。
起源於中南部高原，向東南流經羅馬尼亞平原。流經主要城市有亚历山德里亚。河流的名稱源於達齊亞語，是「水」的意思。